# Sylvinho
Sylvio Mendes Campos Júnior (* 12. dubna 1974, São Paulo), známý jako Sylvinho (někdy Silvinho), je brazilský fotbalový trenér a bývalý hráč, který k roku 2024 trénuje albánskou reprezentaci. Profesionálně hrál fotbal v letech 1994–2010. Hrál za kluby: SC Corinthians Paulista, Arsenal, Celta Vigo, FC Barcelona a Manchester City. 1 rok hrál za brazilskou fotbalovou reprezentaci.
Po skončení kariéry se stal trenérem a trénoval Lyon, Corinthians a od roku 2023 Albánii, se kterou se dostal na Mistrovství Evropy ve fotbale 2024.

## Úspěchy
Brazilská fotbalová reprezentace
- Zlatý pohár CONCACAF 1998 (bronz)

SC Corinthians Paulista
- 1× Campeonato Brasileiro Série A

Arsenal
- 1× FA Community Shield

FC Barcelona
- 3× La Liga

- 1× Copa del Rey

- 2× Supercopa de España

- Liga mistrů UEFA: 2005/6, 2008/9